# La muerte está mintiendo
 La muerte está mintiendo  es una película en blanco y negro de Argentina dirigida por Carlos Borcosque sobre el guion de Abel Santa Cruz que se estrenó el 26 de julio de 1950 y que tuvo como protagonistas a Narciso Ibáñez Menta, María Rosa Gallo, Alita Román, Perla Mux y Francisco Martínez Allende.

## Sinopsis
Para salvar la vida de su hermano un hombre mata a otro pero su hermano es acusado.

## Reparto
- Narciso Ibáñez Menta (1912-2004), como Emilio Marín.
- María Rosa Gallo (1924-2004), como Marta Ferrari.
- Alita Román (1912-1989), como Carmen Noguera.
- Perla Mux (1921-2012), como Isabel Pradas.
- Francisco Martínez Allende (f. 1954), como Roberto Marín.
- Cirilo Etulain (f. 1963), como Basaldúa.
- Jesús Pampín (1905-1988), como Gregorio.
- Augusto Fernandes (1939-2018), como niño en hotel.
- Alberto Martín (1944-2025), como niño.
- Enrique Abeledo, como Feliciano Méndez.
- Martha Atoche, como Mariana.
- Carlos Belluci, como médico.
- Aída Cabral, como Rosa.
- Tury Caneva.
- Valo Caneva.
- Domingo Garibotto, como hombre en estación de servicio.
- Narciso Ibáñez, como maletero.
- Herminia Mas, como dueña de la pensión.
- Raúl Miller.
- Mauricio Espósito
- Arsenio Perdiguero, como puestero.
- Gilberto Peyret, como el inspector.
- Martín Reta.
- Hilda Rey, como Rosita.
- Carlos Rossi.
- Rafael Salvatore, como Manfredi.
- Juan Serrador, como Horacio.
- Aída Villadeamigo, como portera.

## Comentarios
Manrupe y Portela escriben sobre el filme:

”Otro de los pusilánimes de Narciso con momentos de acción y asunto interesante. Un melodrama policial con algunos toques de cureldad”

La crónica de Noticias Gráficas lo señala como un interesante relato policial y destaca que la interpretación del film descansa en Ibáñez Menta que realiza una buena labor bien secundada.
Por su parte El Heraldo del Cinematografista opinó:

”Folletín sombrío, de desarrollo deshilvanado…diálogo deslucido…personajes deshumanizados y descriptos sin claridad.”